# コフィー郡 (カンザス州)
コフィー郡（英: Coffey County）は、アメリカ合衆国カンザス州の東部に位置する郡である。2010年国勢調査での人口は8,601人であり、2000年の8,865人から3.0%減少した。郡庁所在地はバーリントン市（人口2,674人）であり、同郡で人口最大の都市でもある。
コフィービルという市は、モンゴメリー郡の人口最大の都市である。

## 法と政府
コフィー郡はアルコールを禁じる、すなわち「ドライ」の郡だったが、1986年にカンザス州憲法が修正され、住民は2004年の投票で個人が嗜むアルコール飲料の販売を承認した。ただし、食料販売量の30%までという制限が付いた。

## 地理
アメリカ合衆国国勢調査局に拠れば、郡域全面積は654.57平方マイル (1,695.3 km2)であり、このうち陸地は629.75平方マイル (1,631.0 km2)、水域は24.82平方マイル (64.3 km2)で水域率は3.79%である。

### 主要高規格道路
出典:  National Atlas, U.S. Census Bureau
- - 州間高速道路35号線
- アメリカ国道50号線
- アメリカ国道75号線
- カンザス州道31号線
- カンザス州道58号線

### 隣接する郡
- オーセージ郡 - 北
- フランクリン郡 - 北東
- アンダーソン郡 - 東
- アレン郡 - 南東
- ウッドソン郡 - 南
- グリーンウッド郡 - 南西
- ライアン郡 - 北西

### 国立保護地域
- フリントヒルズ国立野生生物保護区（部分）

## 人口動態

人口ピラミッド

以下は2000年の国勢調査による人口統計データである。
| 基礎データ - 人口: 8,865人 - 世帯数: 3,489 世帯 - 家族数: 2,477 家族 - 人口密度: 5人/km2（14人/mi2） - 住居数: 3,876軒 - 住居密度: 2軒/km2（6軒/mi2） 人種別人口構成 - 白人: 96.95% - アフリカン・アメリカン: 0.25% - ネイティブ・アメリカン: 0.52% - アジア人: 0.34% - 太平洋諸島系: 0.01% - その他の人種: 0.50% - 混血: 1.43% - ヒスパニック・ラテン系: 1.55% 年齢別人口構成 - 18歳未満: 26.8% - 18-24歳: 6.5% - 25-44歳: 26.4% - 45-64歳: 24.0% - 65歳以上: 16.2% - 年齢の中央値: 39歳 - 性比（女性100人あたり男性の人口） - 総人口: 96.2 - 18歳以上: 92.5 | 世帯と家族（対世帯数） - 18歳未満の子供がいる: 33.2% - 結婚・同居している夫婦: 60.7% - 未婚・離婚・死別女性が世帯主: 6.9% - 非家族世帯: 29.0% - 単身世帯: 26.0% - 65歳以上の老人1人暮らし: 12.6% - 平均構成人数 - 世帯: 2.49人 - 家族: 2.99人 収入と家計 - 収入の中央値 - 世帯: 37,839米ドル - 家族: 44,912米ドル - 性別 - 男性: 31,356米ドル - 女性: 20,666米ドル - 人口1人あたり収入: 18,337米ドル - 貧困線以下 - 対人口: 6.6% - 対家族数: 5.0% - 18歳未満: 5.0% - 65歳以上: 9.8% |

## 都市と町

### 法人化された都市
都市名の後の数字は2010年国勢調査での人口を示す。
- バーリントン, 2,674 - 郡庁所在地
- レボ, 940
- ルロイ, 561
- ウェイバリー, 592
- ニューストローン, 394
- グリドリー, 341

## その他の町
- アグリコラ
- アリスビル
- クランドール
- クロッティ
- ホールズサミット
- オッツワ
- セクション
- シャープ

## 郡区
コフィー郡は14の郡区に分けられている。バーリントン市は「政治的に独立」と見なされ、下記郡区の数字からは外されている。下表で「人口中心」は最大都市であり、特に大きな数字でなければ、郡区の人口に含まれるものである。
| 郡区 | FIPSコード | 人口中心 | 人口  | 人口密度 /km2 (/sq mi) | 陸地面積 km2 (sq mi) | 水域 km2 (sq mi) | 水域率(%) | 座標                                                              |
| --- | ---------- | -------- | ----- | ---------------------- | -------------------- | ---------------- | --------- | ----------------------------------------------------------------- |
| エイボン                                                                                                | 03550      |          | 183   | 2 (6)                  | 80 (31)              | 0 (0)            | 0.40%     | 北緯38度10分1秒 西経95度35分16秒 / 北緯38.16694度 西経95.58778度  |
| バーリントン                                                                                            | 09425      |          | 300   | 4 (10)                 | 81 (31)              | 0 (0)            | 0.48%     | 北緯38度10分40秒 西経95度45分18秒 / 北緯38.17778度 西経95.75500度 |
| ハンプデン                                                                                              | 29775      |          | 114   | 2 (5)                  | 56 (22)              | 20 (8)           | 26.43%    | 北緯38度12分14秒 西経95度42分10秒 / 北緯38.20389度 西経95.70278度 |
| キーウェスト                                                                                            | 36650      |          | 237   | 2 (5)                  | 123 (48)             | 1 (0)            | 0.68%     | 北緯38度23分53秒 西経95度44分50秒 / 北緯38.39806度 西経95.74722度 |
| ルロイ                                                                                                  | 39675      |          | 669   | 12 (32)                | 54 (21)              | 0 (0)            | 0.39%     | 北緯38度5分2秒 西経95度38分5秒 / 北緯38.08389度 西経95.63472度    |
| リバティ                                                                                                | 39925      |          | 634   | 3 (9)                  | 186 (72)             | 1 (0)            | 0.57%     | 北緯38度6分0秒 西経95度53分7秒 / 北緯38.10000度 西経95.88528度    |
| リンカーン                                                                                              | 40550      |          | 1,268 | 7 (18)                 | 181 (70)             | 3 (1)            | 1.60%     | 北緯38度23分24秒 西経95度52分34秒 / 北緯38.39000度 西経95.87611度 |
| ネオショ                                                                                                | 49750      |          | 140   | 1 (3)                  | 124 (48)             | 0 (0)            | 0.34%     | 北緯38度5分38秒 西経95度44分1秒 / 北緯38.09389度 西経95.73361度   |
| オッツワ                                                                                                | 53700      |          | 740   | 6 (16)                 | 122 (47)             | 15 (6)           | 11.06%    | 北緯38度16分54秒 西経95度44分34秒 / 北緯38.28167度 西経95.74278度 |
| プレザント                                                                                              | 56225      |          | 272   | 2 (4)                  | 158 (61)             | 18 (7)           | 10.40%    | 北緯38度13分57秒 西経95度53分38秒 / 北緯38.23250度 西経95.89389度 |
| ポタワトミー                                                                                            | 57200      |          | 217   | 2 (4)                  | 140 (54)             | 1 (0)            | 0.87%     | 北緯38度17分28秒 西経95度35分20秒 / 北緯38.29111度 西経95.58889度 |
| ロッククリーク                                                                                          | 60500      |          | 1,025 | 7 (19)                 | 140 (54)             | 1 (1)            | 1.00%     | 北緯38度24分4秒 西経95度35分26秒 / 北緯38.40111度 西経95.59056度  |
| スプリングクリーク                                                                                      | 67375      |          | 118   | 1 (3)                  | 90 (35)              | 1 (0)            | 0.76%     | 北緯38度5分31秒 西経95度34分50秒 / 北緯38.09194度 西経95.58056度  |
| スター                                                                                                  | 68000      |          | 158   | 2 (5)                  | 90 (35)              | 1 (0)            | 1.15%     | 北緯38度13分40秒 西経95度36分27秒 / 北緯38.22778度 西経95.60750度 |
| Sources: “Census 2000 U.S. Gazetteer Files”. U.S. Census Bureau, Geography Division. 2012年4月1日閲覧。 |            |          |       |                        |                      |                  |           |                                                                   |

## 教育

### 統一教育学区
- レボ・ウェイバリーy USD 243
- バーリントン USD 244
- ルロイ・グリドリー USD 245